# HiPhi・X
HiPhi Xは2021年に高合汽車 (HiPhi) から発売された6ドアSUVの電気自動車。

## 概要

### HiPhi 1 コンセプト
HiPhi 1は2019年7月31日に公開されたHiPhi Xの前身となったコンセプトカー。

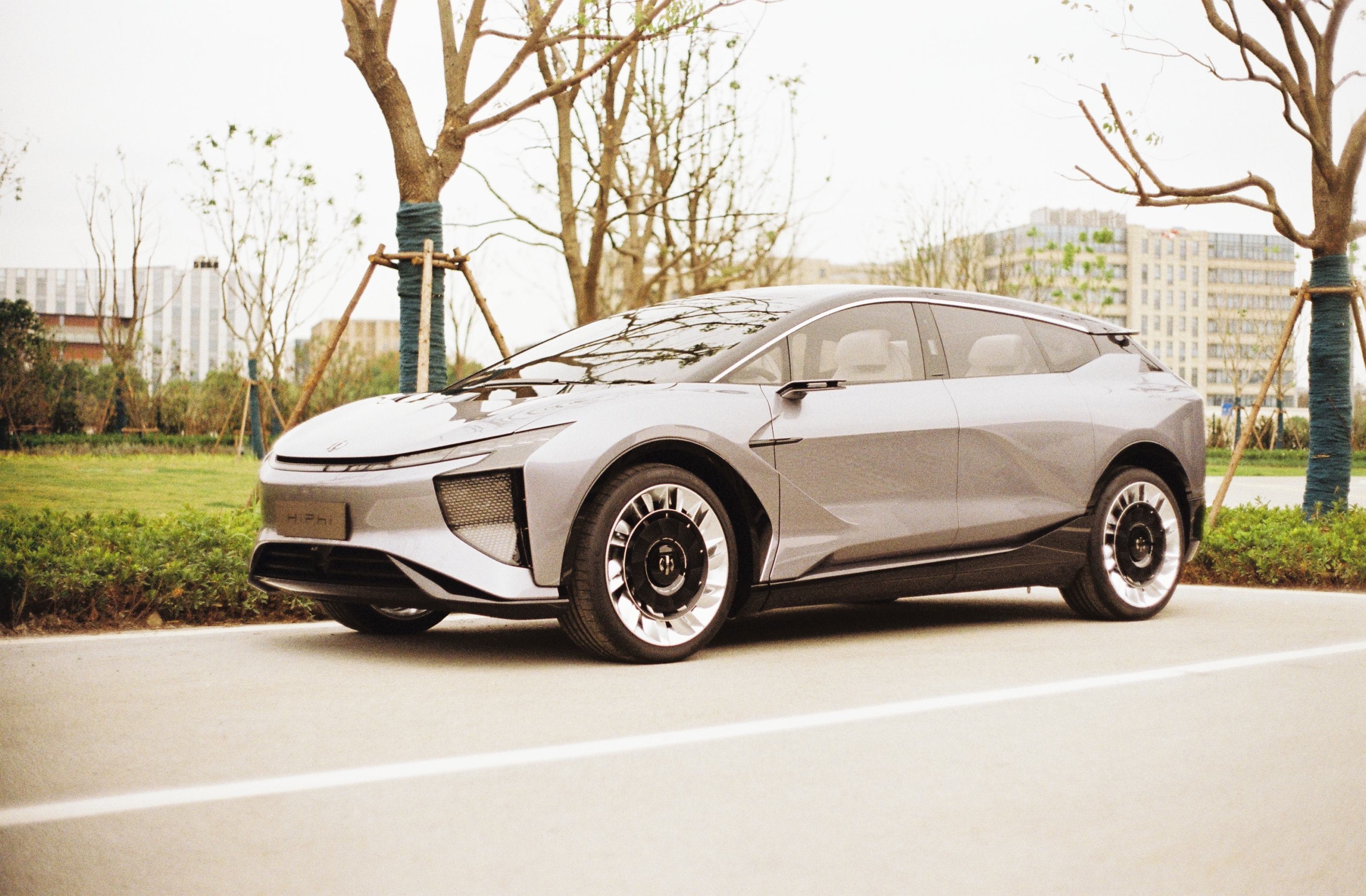
HiPhi 1 コンセプト（前面）
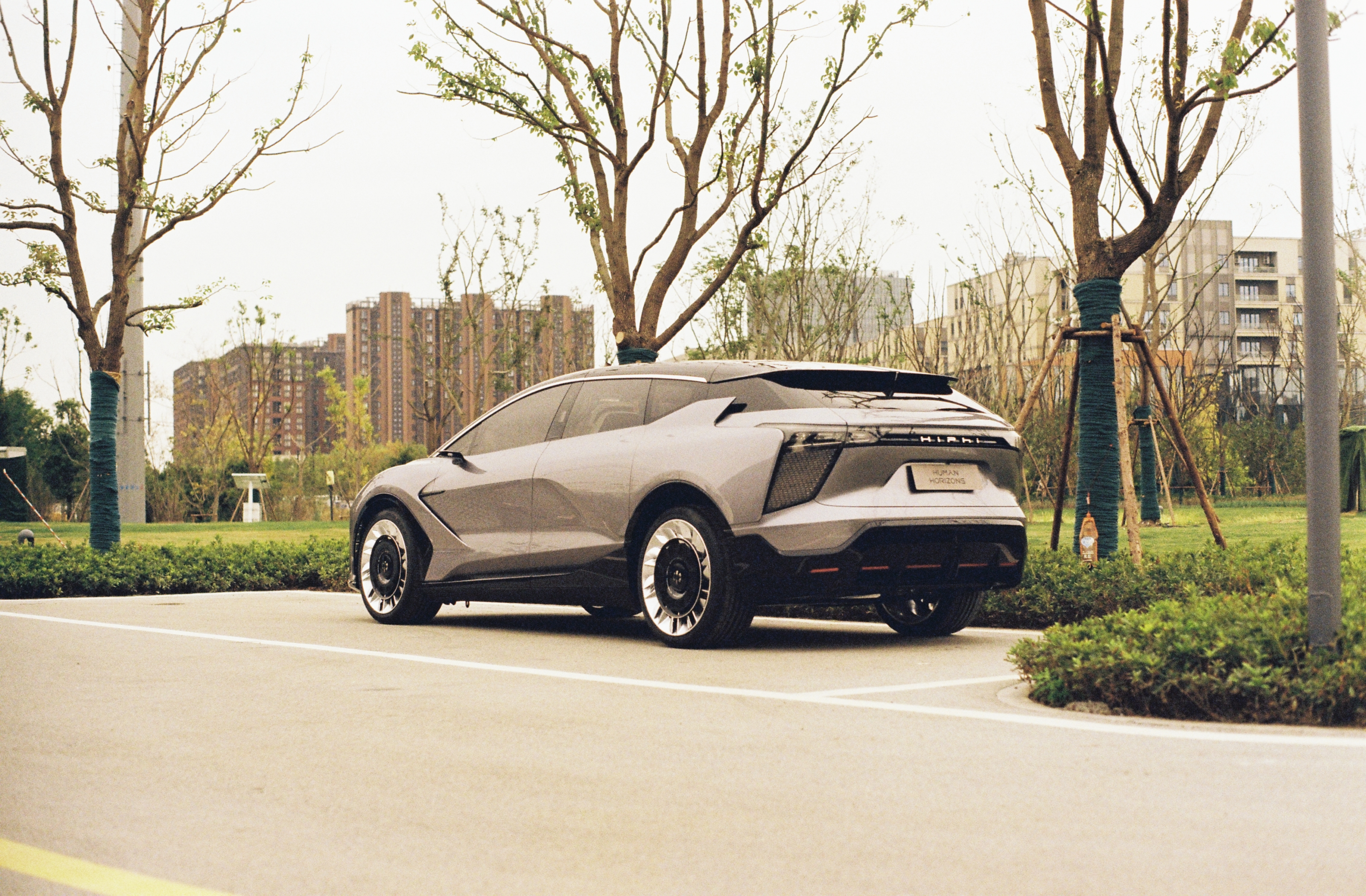
HiPhi 1 コンセプト（後面）

### HiPhi X Founders Edition
HiPhi X Founders Editionは投資家向けに発売された高合汽車初の量産車。
6人乗りモデルと4人乗りモデルが用意され、68万人民元（1200万円）〜80万人民元（1500万円）で販売された。

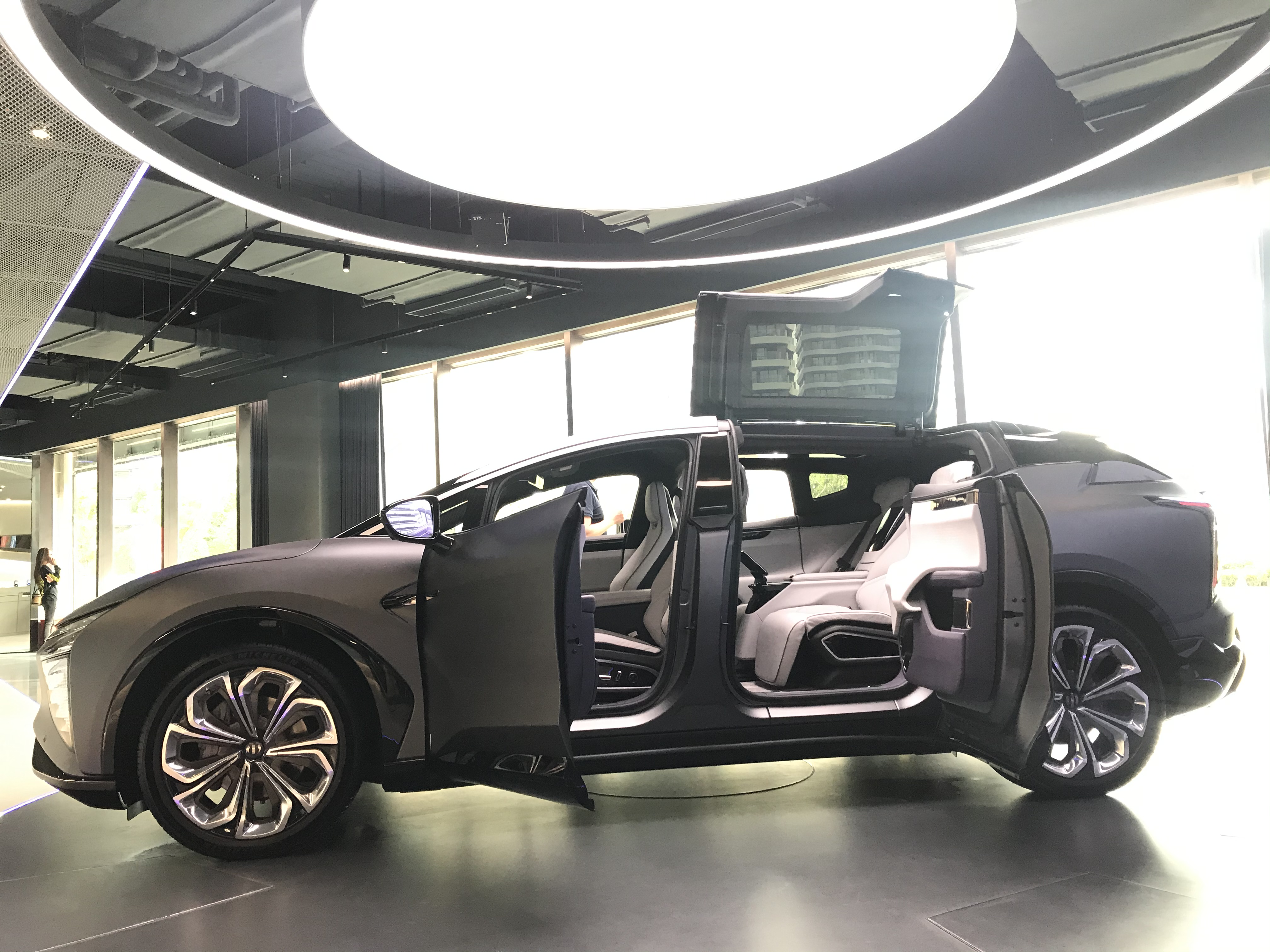
HiPhi X Founders Edition（ドア）
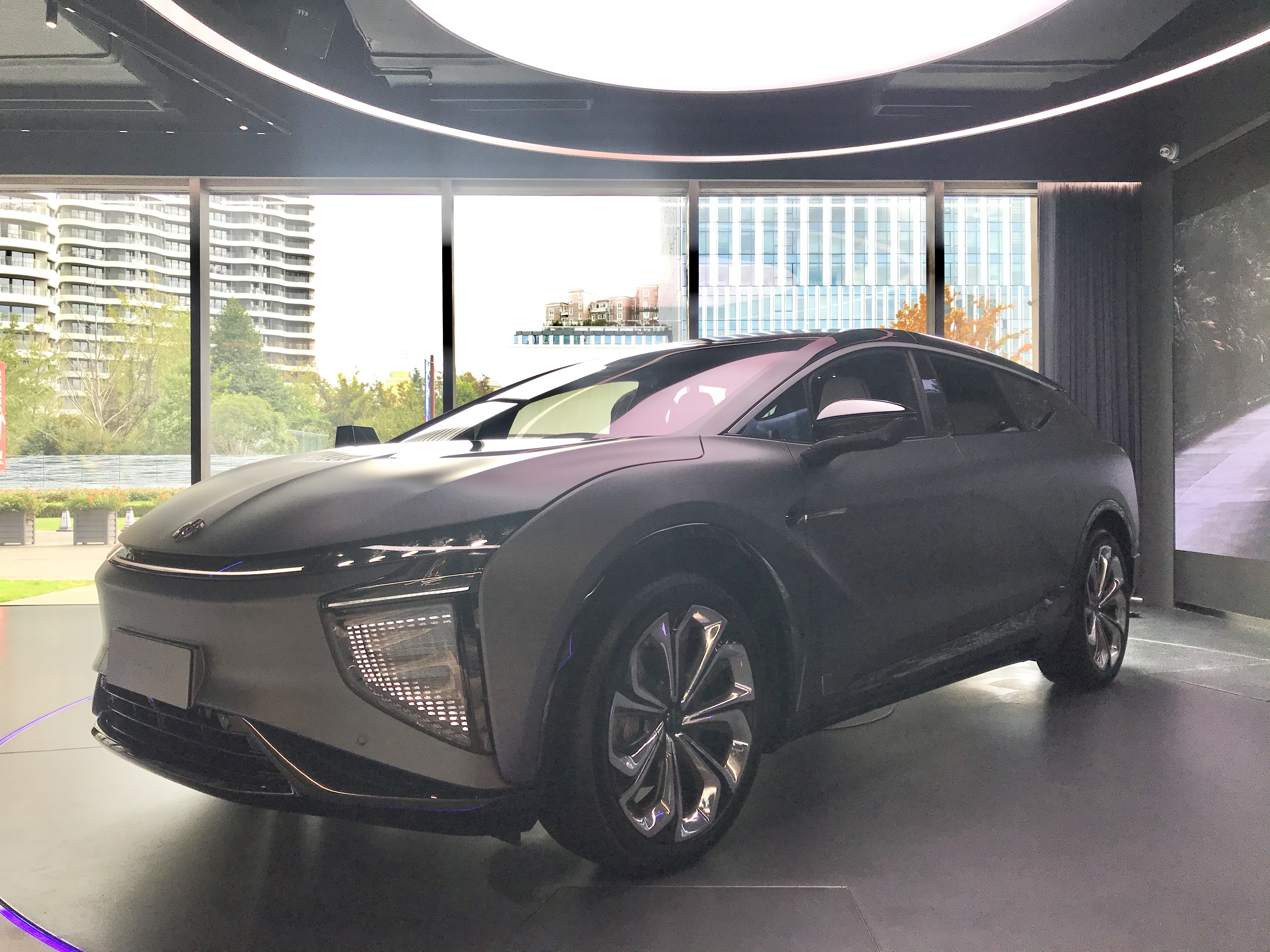
HiPhi X Founders Edition（前面）
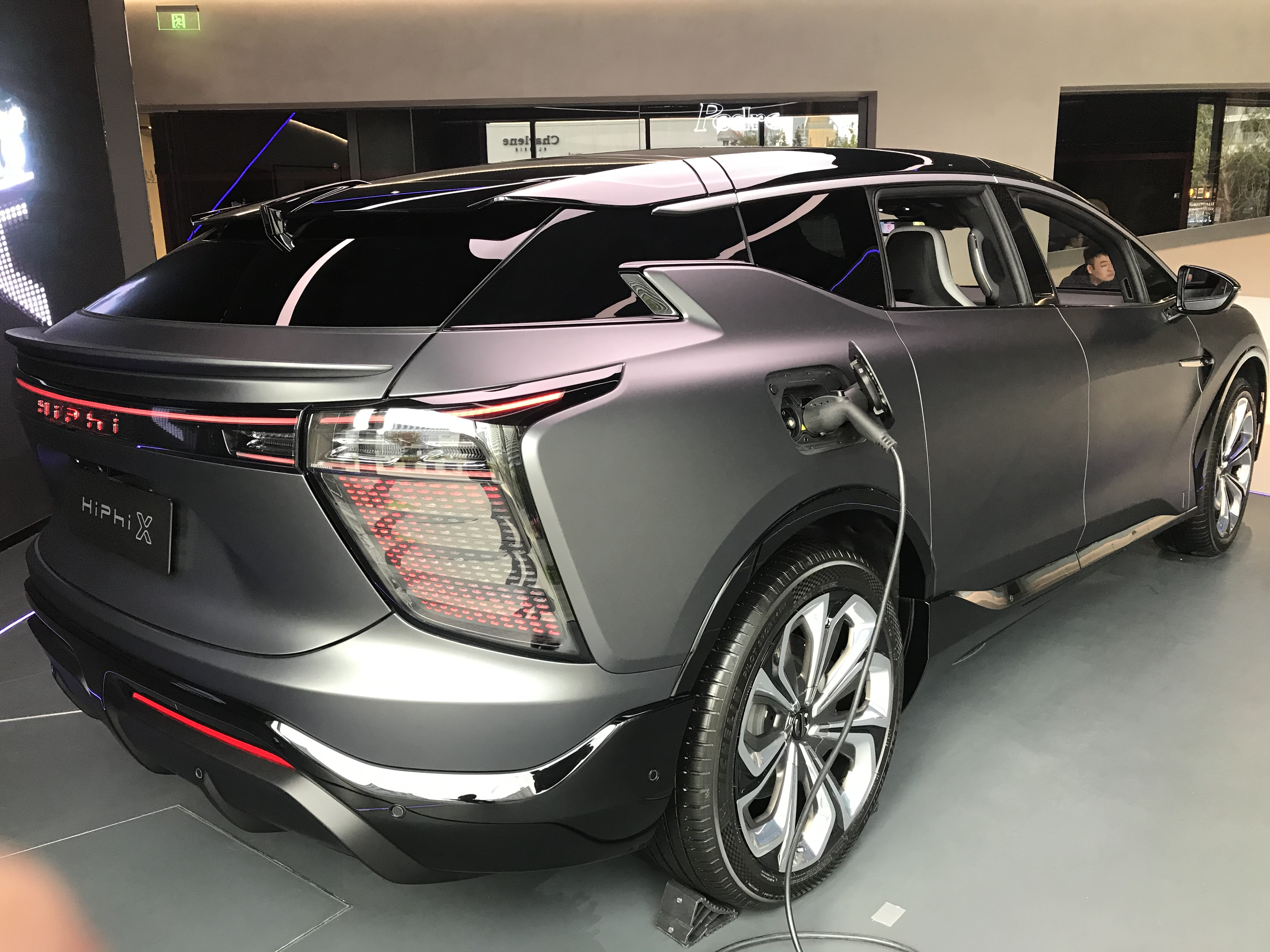
HiPhi X Founders Edition（後面）

### HiPhi X
HiPhi Xは2021年に一般向けに販売された自動車。
通常のドアとガルウィングドアを組み合わせたスプリットリアドアが採用され、後輪には200 kWのボッシュ製モーターが採用された。
また、96.0 kWhのバッテリーが搭載されており、630 kmの航続距離を誇る。

HiPhi X（ドア）
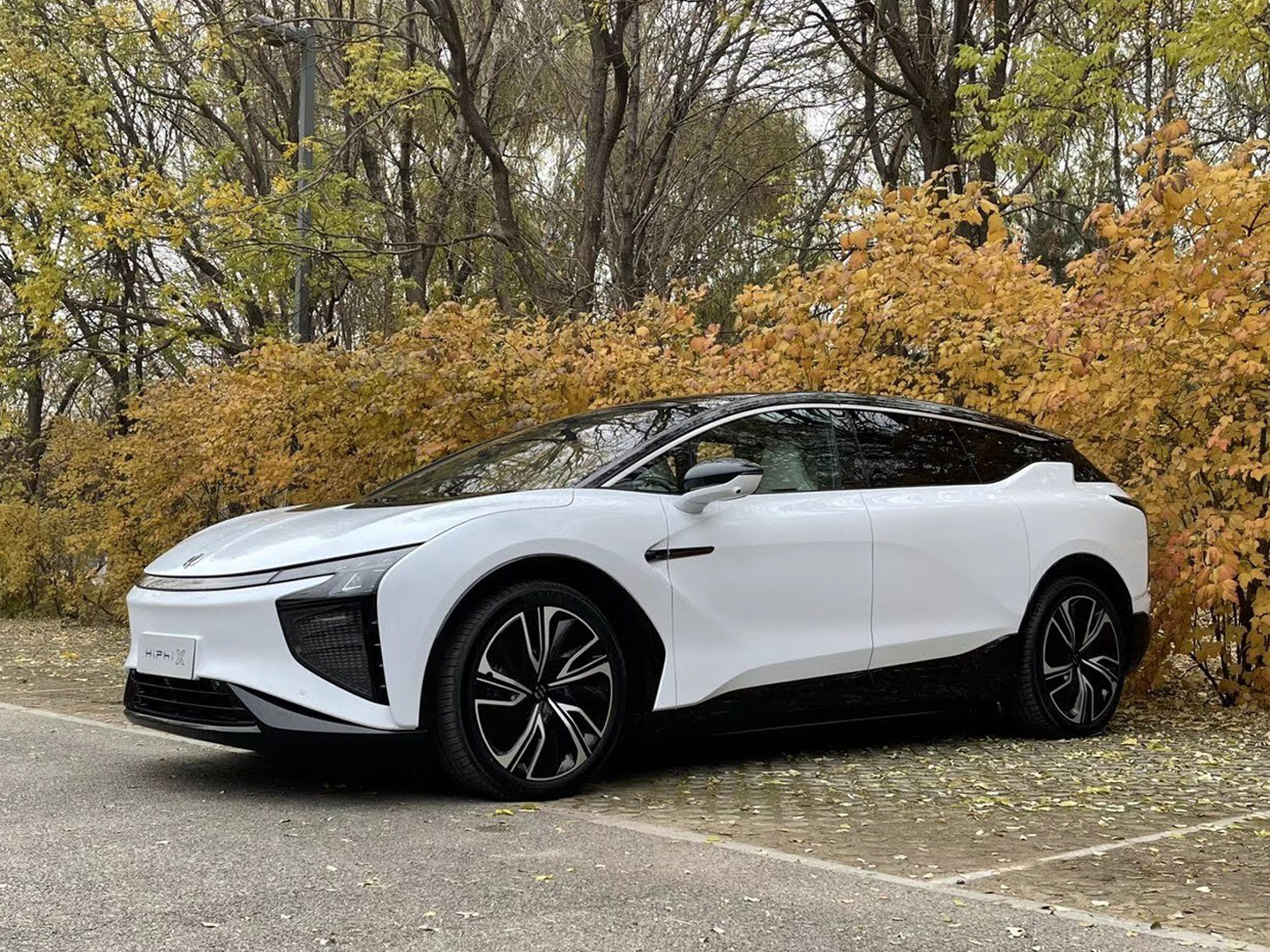
HiPhi X（前面）
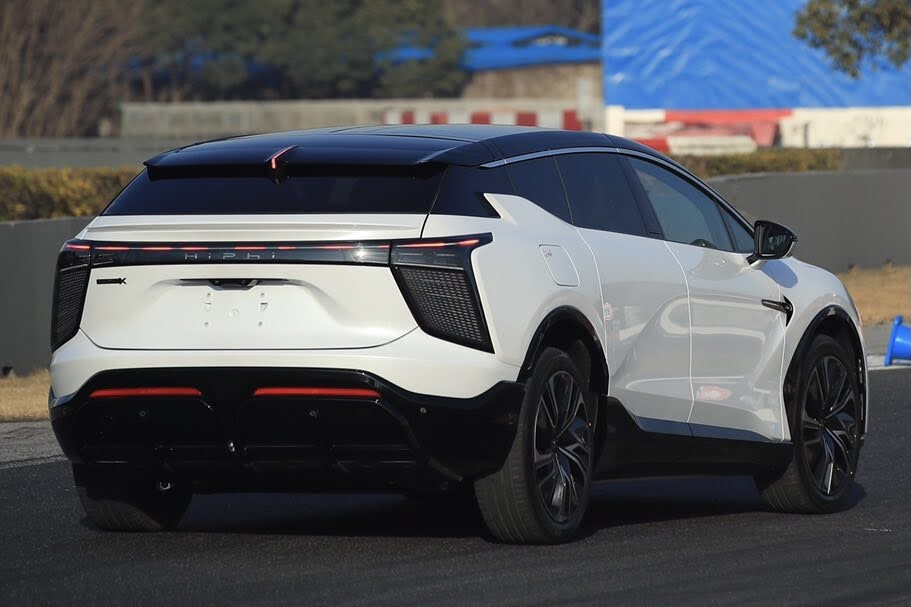
HiPhi X（後面）

### 製造
江蘇省塩城市の起亜自動車の工場で製造されている。